# История почты и почтовых марок Срединной Литвы

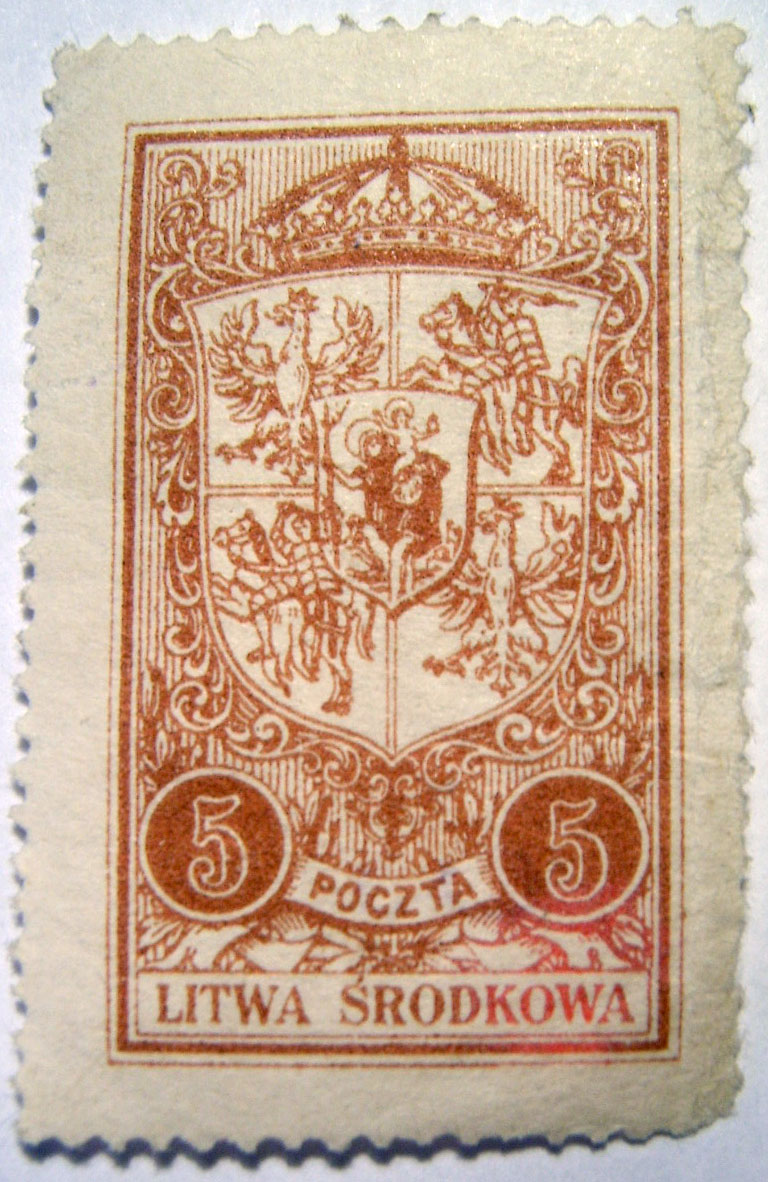
Марка Срединной Литвы (1920)

История почты и почтовых марок Срединной Литвы охватывает период с 1920 по 1922 годы.

## Выпуски почтовых марок

### Стандартные
Первый стандартный выпуск марок Срединной Литвы был осуществлён в 1920—1921 годах и отличался крайне невысоким качеством печати. Основным изображением марок этого выпуска было изображение государственного герба Срединной Литвы. В 1920 году были выпущены марки номиналом 25 фенигов, 1 и 2 марки. В 1921 году эти марки были переизданы в измененных цветах.

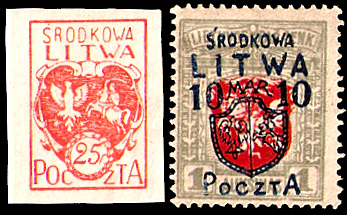
Марки Срединной Литвы (1920)

Второй стандартный выпуск марок Срединной Литвы был осуществлён в 1920 году и представлял собой марки Литовской Республики с нанесенной на них надпечаткой герба и названия нового государства и указанием нового номинала. Номинал в 2 марки получили литовские знаки почтовой оплаты в 15 скатиков, номинал в 4 марки — знаки в 10, 20 и 30 скатиков, 6 марок — 50, 60 и 75 скатиков, 10 марок — 1, 3 и 5 ауксинай.
Третий стандартный выпуск был эмитирован в 1920 году и представлен знаками почтовой оплаты номиналом 25 фенигов, 1, 2, 4, 6 и 10 марок. На 10-марковом знаке этого выпуска был помещен портрет диктатора Срединной Литвы Люциана Желиговского.
Отпечатанные в Польше марки четвёртого стандартного выпуска (1921) отличались от первого-третьего выпусков крайне высоким качеством полиграфии и были представлены номиналами в 1, 2, 3, 4, 5, 6, 10 и 20 марок.

### Коммеморативные
В 1921—1922 годах выходили коммеморативные марки Срединной Литвы.